# Mormodes estradae
Mormodes estradae är en orkidéart som beskrevs av Dodson. Mormodes estradae ingår i släktet Mormodes och familjen orkidéer. Inga underarter finns listade i Catalogue of Life.